# 2 Draconis
2 Draconis är en orange jätte i stjärnbilden Draken.
2 Dra har visuell magnitud +5,19 och är synlig för blotta ögat vid någorlunda god seeing. Den befinner sig på ett avstånd av ungefär 240 ljusår.